# Aalborg Østkredsen
Aalborg Østkredsen er en opstillingskreds i Nordjyllands Storkreds. Før 1970 var kredsen en opstillingskreds i Aalborg Amtskreds. I 1971-2006 var kredsen en opstillingskreds i Nordjyllands Amtskreds.
Kredsen ligger syd for Limfjorden, og den består af den østlige del af Aalborg Kommune
I 2007 blev Sejlflod en del af Aalborg Kommune. Ved denne lejlighed blev den tidligere Sejlflod Kommune overflyttet fra Hobrokredsen til Aalborg Østkredsen. Samtidigt blev kredsens grænse mod vest reguleret.

## Før 2007
Den 8. februar 2005 var der 55.277 stemmeberettigede vælgere i kredsen.
Kredsen rummer flg. kommuner og valgsteder::
1. Aalborg Kommune
  1. Ferslev Skole
  2. Fjellerad Skole
  3. Fritidshuset I Dall Villaby
  4. Gistrup Skoles Idrætshal
  5. Gug Skole
  6. Hans Egedes Kirkes Menigh.Sal
  7. Klaruphallen
  8. Kærbyskolen
  9. Mellervangskolens Idrætshal
  10. Smedesalen
  11. Sønderbroskolen
  12. Tornhøjskolen, Hallen
  13. Vejgaard Østre Skole
  14. Vejgaard-Hallen
  15. Volsted Forsamlingshus

## Folketingskandidater pr. 25/11-2018

### Valgkredsens kandidater for de pr. november 2018 opstillingsberettigede partier
| Liste | Parti                       | Kandidat              | Bemærk                                                               |
| ----- | --------------------------- | --------------------- | -------------------------------------------------------------------- |
| A     | Socialdemokratiet           | Mette Frederiksen     |                                                                      |
| B     | Radikale Venstre            | Daniel Nyboe Andersen |                                                                      |
| C     | Det Konservative Folkeparti | Morten Thiessen       | Det er ikke specificeret hvilken Aalborgkreds Thiessen er kandidat i |
| D     | Nye Borgerlige              |                       |                                                                      |
| F     | Socialistisk Folkeparti     | Lisbeth Bech Poulsen  |                                                                      |
| I     | Liberal Alliance            |                       |                                                                      |
| O     | Dansk Folkeparti            | Morten Marinus        |                                                                      |
| V     | Venstre                     | Maja Torp             |                                                                      |
| Ø     | Enhedslisten                | Sinem Demir           |                                                                      |
| Å     | Alternativet                |                       |                                                                      |